# Liste der Monuments historiques in Fraimbois
Die Liste der Monuments historiques in Fraimbois führt die Monuments historiques in der französischen Gemeinde Fraimbois auf.

## Liste der Objekte
| Bezeichnung                           | Beschreibung                                                            | Standort                        | Kennzeichnung | Schutzstatus | Datum | Bild |
| ------------------------------------- | ----------------------------------------------------------------------- | ------------------------------- | ------------- | ------------ | ----- | ---- |
| Skulpturennische                      | Holz, farbig gefasst und vergoldet, um 1725, vermutlich von Jean Bailly | in der Kirche St-Maurice (Lage) | PM54000248    | Classé       | 1979  |      |
| Altarrelief                           | Holz, farbig gefasst und vergoldet, um 1725, vermutlich von Jean Bailly | in der Kirche St-Maurice (Lage) | PM54000249    | Classé       | 1981  |      |
| Skulpturengruppe Entschlafung Mariens | Stein, farbig gefasst, Mitte des 16. Jahrhunderts                       | in der Kirche St-Maurice (Lage) | PM54000247    | Classé       | 1970  |      |